# Paramesotriton fuzhongensis
Paramesotriton fuzhongensis es una especie de anfibios urodelos de la familia Salamandridae.

## Distribución geográfica
Es endémica del noreste de Guangxi (China). Su rango altitudinal oscila entre 400 y 1200 m s. n. m..

## Estado de conservación
Se encuentra amenazada por la pérdida de su hábitat natural.